# 玛丽莲·弗伦奇
玛丽莲·弗伦奇（英語：Marilyn French，1929年11月21日—2009年5月2日）是美国基进女权主义作家。

## 生平
1929年，出生于布鲁克林的工程师家庭。
1950年，结婚。
1964年，考入哈佛大学。
1967年，离婚。
1977年，出版《醒来的女性》而成名。
2009年，去世。

## 著作
- 《醒来的女性》（2017年）
- 《The Bleeding Heart》
- 《Beyond Power: On Women》
- 《Men and Morals》
- 《The War Against Women》